# Municipio de Marena
El municipio de Marena (en inglés: Marena Township) es un municipio ubicado en el condado de Hodgeman en el estado estadounidense de Kansas. En el año 2010 tenía una población de 389 habitantes y una densidad poblacional de 1,04 personas por km².

## Geografía
El municipio de Marena se encuentra ubicado en las coordenadas 38°10′16″N 99°40′59″O / 38.17111, -99.68306. Según la Oficina del Censo de los Estados Unidos, el municipio tiene una superficie total de 373.1 km², de la cual 372,89 km² corresponden a tierra firme y (0,05 %) 0,2 km² es agua.

## Demografía
Según el censo de 2010, había 389 personas residiendo en el municipio de Marena. La densidad de población era de 1,04 hab./km². De los 389 habitantes, el municipio de Marena estaba compuesto por el 93,83 % blancos, el 0,26 % eran afroamericanos, el 0,26 % eran asiáticos, el 3,6 % eran de otras razas y el 2,06 % eran de una mezcla de razas. Del total de la población el 10,54 % eran hispanos o latinos de cualquier raza.